# Die gefrorenen Blitze
Die gefrorenen Blitze ist ein deutscher Spionagefilm der DEFA von János Veiczi aus dem Jahr 1967. Der Zweiteiler beruht auf dem Dokumentarbericht Geheimnis von Huntsville von Julius Mader.

## Handlung
Teil 1 – Target Peenemünde

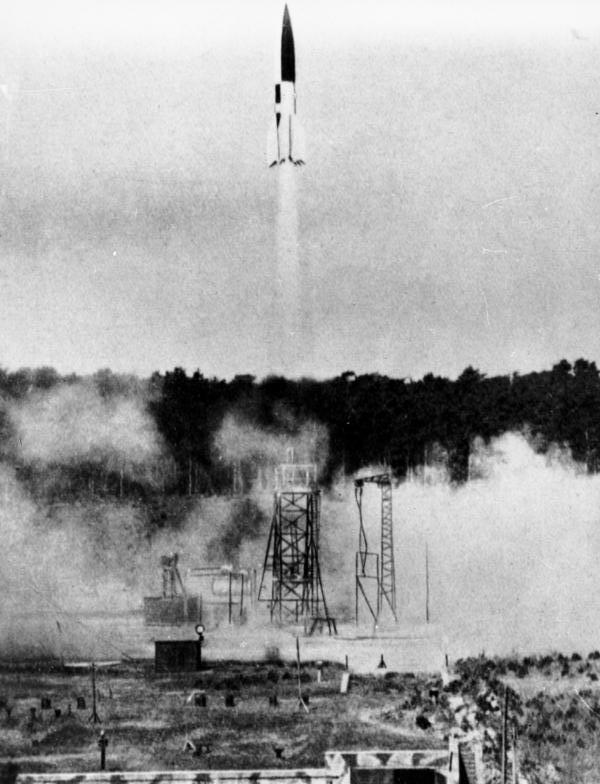
Start einer V2 in Peenemünde 1943

Das Jahr 1939: In der britischen Botschaft in Oslo ist ein Dokument aufgetaucht, das weitergeleitet nach London für Irritationen sorgt (der tatsächlich existierende und später sogenannte Oslo-Report). Es enthält detaillierte Informationen über den Bau einer Fernrakete, der im Deutschen Reich vorangetrieben wird. Der Bericht wird wegen seiner Detailtreue und der unvorstellbaren Leistungskraft der Rakete als unglaubwürdig angesehen und ignoriert. Unterdessen beginnt in Peenemünde der Wissenschaftler Dr. Grunwald seine Arbeit an der Weiterentwicklung des Raketenprototyps. Er ist von seiner Arbeit überzeugt. Sein Vorgesetzter ist Wernher von Braun, von allen nur „Raketenbaron“ genannt.
Zwei Jahre lang forscht Grunwald an der Rakete, bis sie funktionstüchtig ist. Unterdessen sind Widerstandskämpfer in Frankreich und Polen auf das Projekt der deutschen Forscher aufmerksam geworden. Den Polen gelingt es, den Widerstandskämpfer Borawski in Peenemünde einzuschleusen. Er kann über verschiedene Mittelsmänner, darunter das Hausmädchen Grunwalds und ihren Bewacher Dräger, wichtige Informationen über die Rakete sammeln. In Frankreich werden einem der Wissenschaftler aus Peenemünde in einem Bordell wichtige Lagepläne entwendet. Alle gesammelten Informationen werden schließlich erst Mitte des Zweiten Weltkriegs nach Großbritannien geschickt, wo man erkennt, dass man dem Oslo-Report viel eher hätte Beachtung schenken müssen. In Peenemünde wird unterdessen der Schreiber des Oslo-Reports enttarnt und hingerichtet. Schon früher wurde Wernher von Brauns Bruder von Alliierten gefangen genommen und engagiert sich nun für die Gegenseite. Dr. Grunwald, der wesentlich an der Konstruktion der Rakete beteiligt war, erkennt, dass er falsch gehandelt hat. Er will das Projekt verlassen, meldet sich freiwillig zur Front, doch wird sein Antrag abgelehnt. Zusammen mit seiner Geliebten Inge will er die Zeit bis zum Ende des Krieges durchstehen. Alliierte Bomber nähern sich Peenemünde.
Teil 2 – Password Paperclip

Die Alliierten bombardieren Peenemünde. Inge kommt ums Leben, und auch das Hausmädchen Grundwalds und damit eine wichtige Spionin stirbt. Die Raketenbauanlage wird in unterirdische Werkstätten im Harz verlegt. Bald mehrt sich die Sabotage in den Produktionshallen der Strafgefangenen, die Grunwald deckt und sogar aktiv unterstützt. Als die Sabotageakte dennoch aufgedeckt werden und zur Abschreckung zahlreiche Strafgefangene hingerichtet werden, verlässt Grunwald vorzeitig die Hinrichtungsstätte. Er wird inhaftiert, später jedoch auf Betreiben von Brauns freigelassen.
Den Widerstandskämpfern gelingt es, eine sabotierte und so vorzeitig abgestürzte Rakete zu bergen und an die Briten zu übergeben. Die V2 wird nun in Massen produziert und kommt unter anderem beim Angriff auf Südengland zum Einsatz. Wernher von Braun wird von seinem Bruder aufgesucht und erhält das Angebot, zu fliehen. Die Amerikaner hätten Interesse an seiner Arbeit bekundet. Wenn er überlaufen wolle, werde ihm das Kennwort „Paperclip“ jederzeit weiterhelfen. Als sich das Ende des Krieges ankündigt, werden die Montagehallen im Harz geräumt. Grunwald läuft zu den Alliierten über.
Nach Ende des Krieges fahren er und Wernher von Braun gemeinsam in einem luxuriösen Wagen. Von Braun will Grunwald für eine weitere Zusammenarbeit gewinnen, doch lehnt Grunwald ab. Die USA werfen unterdessen eine Atombombe auf Hiroshima ab. Bei der Vorführung des den Abwurf zeigenden Films meint einer der Anwesenden, dass es mit dieser Waffe nun keinen Feind mehr auf der Welt geben werde. Ein anderer macht jedoch deutlich, dass die Atombombe als letztes Mittel gegen eine Barbarei gebaut wurde. Mit ihr eine neue Barbarei zu errichten, würde andere dazu bringen, eine Schranke zu errichten – gegen die USA.

## Produktion
Die gefrorenen Blitze war das aufwändigste Filmprojekt der DEFA im Jahr 1967. Der Film wurde als Zweiteiler konzipiert und ist mit 166 Minuten Laufzeit einer der längsten DEFA-Filme, die ins Kino kamen. Grundlage war das Raketenprojekt Wernher von Brauns in Peenemünde – „deutsche Kriegsgeheimnisse und -aktionen waren auch in der DDR Reizthemen von starker Attraktivität“. Der Film erlebte am 13. April 1967 in den Berliner Kinos Kosmos und International seine Premiere.

## Kritik
Die zeitgenössische Kritik konstatierte, dass im Film zwar möglichst auf alle Aspekte des Geschehens eingegangen werden sollte, die dadurch nötigen „intellektuellen Verkürzungen“ zuweilen zur Orientierungslosigkeit des Zuschauers führe: „Das Prinzip der Komposition läßt hier Strenge vermissen und meistert die beschworene Fülle nicht“.
Andere Kritiker nannten Die gefrorenen Blitze „ein breit ausladendes, zeitweise ins Undeutliche verschwimmendes Opus“ und befanden: „Der dokumentarisch fundierte und mit Mitteln der Reportage, des Gesellschafts- und Abenteuerfilms inszenierte und gespielte Film leidet unter der zeittypischen Unentschiedenheit zwischen Film-Komposition und Fernseh-Fortsetzungsdramaturgie, die in diesem Jahr eskaliert“.
Für den film-dienst war Die gefrorenen Blitze „ein dramaturgisch wie optisch eindrucksvoller Spielfilm mit stark dokumentarischem Charakter.“ Cinema schrieb, dass der Film, „besetzt mit Darstellern aus dem Ostblock, Frankreich und den USA, […] besonders authentisch [wirke]: ein Mahnmal wider das Naziregime. Fazit: Kluge historische Rekonstruktion“.